# Sri-lankische Badmintonmeisterschaft 2005
Die Sri-lankische Badmintonmeisterschaft 2005 fand vom 6. bis zum 10. Dezember 2005 in Colombo statt. Es war die 53. Austragung der nationalen Titelkämpfe im Badminton in Sri Lanka.

## Austragungsort
- Royal College Sports Complex, Colombo

## Finalergebnisse
| Disziplin    | Sieger                                  | Finalist                                    | Ergebnis          |
| ------------ | --------------------------------------- | ------------------------------------------- | ----------------- |
| Herreneinzel | Niluka Karunaratne                      | Thushara Edirisinghe                        | 15-0, 15-4        |
| Dameneinzel  | Chandrika de Silva                      | Nadeesha Gayanthi                           | 11-2, 11-2        |
| Herrendoppel |                                         |                                             |                   |
| Damendoppel  | Thilini Jayasinghe Chandrika de Silva   | Nadeesha Gayanthi Rasangi Kalpana Ranatunge | 15-5, 17-15       |
| Mixed        | Thushara Edirisinghe Chandrika de Silva | Niluka Karunaratne Thilini Jayasinghe       | 15-8, 7-15, 15-10 |